# 카난 크리에이티브
카난 크리에이티브(Canaan Creative)는 비트코인 채굴기를 생산하는 네트워크 하드웨어 제조 기업이다. 미국 나스닥에 상장되었다. 그냥 카난이라고 부르기도 한다. 싱가포르에 본사가 있다.

## 역사
2013년, 난궁 장은 박사학위 과정 중에 카난을 중국에서 설립했다.
2019년 11월, 미국 나스닥에 상장하는데 성공했다. 비트코인 채굴기 회사로는 유일하다.
세계 2위의 비트코인 채굴기 제조사 카난 크리에이티브(Canaan Creative, 嘉楠)가 2019년 1억4860만달러, 약 1800억원의 순손실을 기록했다고 밝혔다.
중국은 세계 비트코인 채굴기 시장을 거의 독점하고 있다. 디지털화폐 제조 세계 3대 업체는 모두 중국 기업으로 비트메인과 카난, 이방이 글로벌 시장의 90% 이상을 점유하며 채굴 시장도 중국이 70%를 차지한다.
2019년 9월 22일, 캐나다 암호화폐 채굴 업체 비트팜(Bitfarms)이 암호화폐 채굴기 A10 Avalon 2,000대를 신규 매입했다. 아발론은 카난 채굴기의 브랜드명이다. 캐나다는 낮은 에너지 비용과 넓은 공간으로 채굴 사업에 적합하다는 평가를 받고 있다
2021년, 카난은 2020년 비트코인 열풍으로, 올해 들어 2월 초까지 주가가 무려 318%나 올랐다.
CES 2021에서, 나스닥 상장사인 채굴기 제조사 카난(Canaan)은 '아발론 이머전 쿨링 마이너' 채굴기를 공개했다. 액체 냉매 속에 채굴기를 담궈 작동시키는 방식이다. 하나의 냉매함에는 총 90대의 채굴기가 들어간다.

## 제품
2021년 기준으로, 카난의 최신형 비트코인 채굴기는 AvalonMiner 1246, A1246이다. 처리속도는 해시레이트 90TH/s이며, 3420W 의 전력소모를 한다. 전력효율성은 38J/TH 이고, 가격은 5천 달러 정도 한다. 해시레이트란 채굴기 또는 채굴 네트워크의 성능을 판단하는 수치로, 해시레이트가 높을수록 채굴에 성공해 비트코인 보상을 받을 확률이 높아진다.
비트코인 가격이 낮을 때는, 저효율의 구형 채굴기로는 수익이 나지 않는다. 전기요금이 비싼 나라에서 채굴하면 수익이 나지 않는다.